# Iris insolita
Iris insolita es una especie de mantis de la familia Tarachodidae.

## Distribución geográfica
Se encuentra en Tayikistán.